# 차경희
차경희(1970년 11월 14일~)는 대한민국의 성우이다. 1993년 EBS 13기 성우로 데뷔하였다.

## 주요 출연작품

### 애니메이션
- 신밧드의 모험 (EBS)